# Chiesa dei Santi Giacomo e Cristoforo (Cuna)
La chiesa dei Santi Giacomo e Cristoforo è un edificio sacro che si trova a Cuna, nel comune di Monteroni d'Arbia nella provincia di Siena.

## Storia
La chiesa è posta presso l'ingresso della grancia fortificata di Cuna, dipendente dall'ospedale di Santa Maria della Scala di Siena. La dedicazione a San Giacomo sembrerebbe confermare la presenza di un ospedale, annesso alla chiesa. Nel 1314 la chiesa venne totalmente ricostruita.

## Descrizione
L'edificio, interamente in cotto, è a unica navata senza scarsella terminale, coronata esternamente da una cornice poggiante su mensolette. L'aula prende luce dall'occhio della facciata e da due finestre di proporzioni ormai gotiche, anche se con arco ancora a tutto sesto di ricordo romanico. L'interno conserva resti di affreschi trecenteschi, tra cui una Madonna col Bambino e santi, una Presentazione al Tempio e una Adorazione dei Magi.